# Május 1 Étterem
A Május 1 Étterem egy szombathelyi vendéglátóhely volt, amely 1983 és 2025 között működött. Az étterem négy évtizeden keresztül vett részt a város gasztronómiai és kulturális életében, mielőtt 2025. áprilisában végleg bezárta kapuit.

## Története
A Május 1 Sörözőként működő vendéglátóhely üzemeltetését 1983-ban vette át Szvoboda László, édesapja és nagyapja vendéglátós örökségét folytatva. A söröző akkoriban szezonálisan működött a Vas Megyei Vendéglátó Vállalat szerződéses üzleteként. A faépületből és teraszból álló hely a lombos fák árnyékában kínált menedéket a hétvégi sörözésekre vágyó szombathelyi családoknak. A hely neve a május elsejei felvonulásokhoz kapcsolódóan vált ismertté, és bár később felmerült a névváltoztatás ötlete, Szvoboda László végül megtartotta az eredeti nevet.
Az 1980-as és 1990-es években a Május 1 Söröző nagy forgalmat bonyolított. Egy-egy vasárnapon akár több száz korsó sör is elfogyott. A vendégek kiszolgálását profi személyzet biztosította, akik fehér egyenruhában, alumíniumtálcákkal lavíroztak az asztalok között. A sörkínálat az időszak gazdasági korlátai miatt korlátozott volt, de időről időre sikerült különlegesebb tételeket is beszerezni, mint például a Holsten vagy a Gold Fassl.
1993-ban Szvoboda László privatizálta a sörözőt, és nagyszabású terveket kezdett megvalósítani. Egy látványsörfőzde ötlete ugyan végül az engedélyezési folyamat során elbukott, de 1996-ban új, téliesített épület épült a helyén, amelyet Varga Sándor tervezett a századfordulós Kioszk étterem stílusában. Az új épületben már pizzéria is működött, és a bútorokhoz igazított tágas vendégtér az évtized végére már egész évben fogadta a vendégeket.
Az 1990-es évek végétől minden hétvégén élőzene szórakoztatta a vendégeket. Helyi és országos ismertségű zenészek – köztük Miski Ferenc, Németh Lajos, Frohman Edina és mások – rendszeresen felléptek a Május 1-ben. A hely így nemcsak étteremként, hanem szórakozóhelyként is népszerűvé vált.
A vendégek fogyasztási szokásai fokozatosan megváltoztak, és az étkezés került előtérbe. 2003-ban a konyhát jelentősen bővítették, és új kerthelyiséget is kialakítottak, amelyet egy helyi vállalkozó, Bene Imre támogatásával valósítottak meg. A sörszékeket és asztalokat modern, kovácsoltvas bútorokra cserélték, ezzel is emelve a vendéglátás színvonalát.
2004-ben a kétszeres olimpiai bajnok magyar vízilabda-válogatott is ellátogatott az étterembe egy zártkörű fogadás alkalmával. Ez az esemény is hozzájárult a Május 1 hírnevéhez.
A 2010-es években további fejlesztések zajlottak, többek között a kerthelyiség és a díszes főkapu felújítása. A COVID–19 járvány komoly kihívást jelentett, de az étterem túlélte a válságot. A házhozszállítási szolgáltatás fejlesztésével és úgynevezett virtuális éttermek létrehozásával a Május 1 képes volt alkalmazkodni az új körülményekhez.
Az étterem egyre több rendezvénynek – esküvőknek, konferenciáknak, koncerteknek – adott otthont. Ennek jegyében 2022-ben télikertet építettek, majd a kerthelyiséget is felújították.
2025. áprilisában, 42 évnyi működés után a Május 1 Étterem végleg bezárt. A döntés mögött több tényező is állt, köztük a megváltozott piaci környezet és a vendéglátóipart érintő kihívások. A vendéglátóhelyet 285 millió forintért hirdették meg az egyik apróhirdetési portálon, amelyhez egy exkluzív lakóingatlan látványtervét is elkészítették, az esetleges funkcióváltást megelőlegezve.

## Külső hivatkozások
- Facebook oldal
- Weboldal